# Estádio Republicano Tofiq Bahramov
O Estádio Republicano Tofiq Bahramov (em azeri: Tofiq Bəhramov adına Respublika Stadionu) é um estádio multiuso localizado em Bacu, capital do Azerbaijão. Inaugurado em 16 de março de 1951, foi oficialmente a casa onde a Seleção Azeri de Futebol mandou suas partidas amistosas e oficiais até 2015, ano em que o moderno Estádio Olímpico de Bacu foi inaugurado. Atualmente o Neftçi Peşəkar e o Qarabağ, clubes da capital, mandam seus jogos oficiais por competições nacionais e continentais. Atualmente, sua capacidade máxima é de 31 100 espectadores.

## Homenagem
A atual denominação do estádio foi adotada em 1993 como forma de homenagear Tofiq Bahramov, lendário futebolista e árbitro de futebol azeri, falecido em 26 de março de 1993, aos 68 anos.